# Oruza particolor
Oruza particolor là một loài bướm đêm trong họ Erebidae.